# Marvin Zuckerman
Marvin Zuckerman (* 21. März 1928 in Chicago; † 8. November 2018) war ein US-amerikanischer Psychologe.
Zuckerman schloss sein Studium an der New York University 1954 mit dem Ph.D. ab. Er war zuletzt Professor Emeritus der University of Delaware.

## Werke
- Sensation seeking and risky behavior. American Psychological Association, Washington 2006. ISBN 978-1-59147-738-9